# Mulungu dalitsa Malaŵi
Mulungu dalitsa Malaŵi (em português: "Oh Deus proteja nosso país Malawi") é o hino nacional do Malawi. a letra foi escrita por Michael-Fredrick Paul Sauka que também compôs a música. A proposta de Sauka foi a vencedora numa competição, sendo o hino adotado em 1964.